# Plescop
Plescop [plɛskɔp] est une commune française, située dans le département du Morbihan en région Bretagne.

## Toponymie
Le nom de la localité est mentionné sous la forme Ploescob en 1365.
Pleskob en breton prononcé [pleˈʃkwɔp].
L'origine de son nom vient du breton « plou » qui signifie paroisse et du breton  « eskob » (du latin episcopus, lui-même dérivé du grec ancien ἐπίσκοπος (episkopos) qui dans le cas présent se réfère à l'évêque). Étymologiquement parlant, Plescop serait donc « la paroisse de l'évêque ».

## Géographie

### Situation
Plescop fait partie du Parc naturel régional du golfe du Morbihan. 
| Plumergat    | Grand-Champ | Meucon    |
| Pluneret     | Plescop     | Saint-Avé |
| Plougoumelen | Ploeren     | Vannes    |

La commune de Plescop est entourée des communes de Grand-Champ, Meucon, Saint-Avé, Vannes, Ploeren, Pluneret et Plumergat.

### Géographie physique
| - Carte topographique de la commune de Plescop. |

### Hydrographie
Pour un article plus général, voir Réseau hydrographique du Morbihan.
La commune est située dans le bassin Loire-Bretagne. Elle est drainée par le Sal, le Bodéan, le Goah Kérubé, le Kergoat, le Meucon, le Moustoir et divers autres petits cours d'eau,.
Le Sal, d'une longueur de 24 km, prend sa source dans la commune de Grand-Champ et se jette  dans l'Auray entre Pluneret et Le Bono, après avoir traversé six communes. 

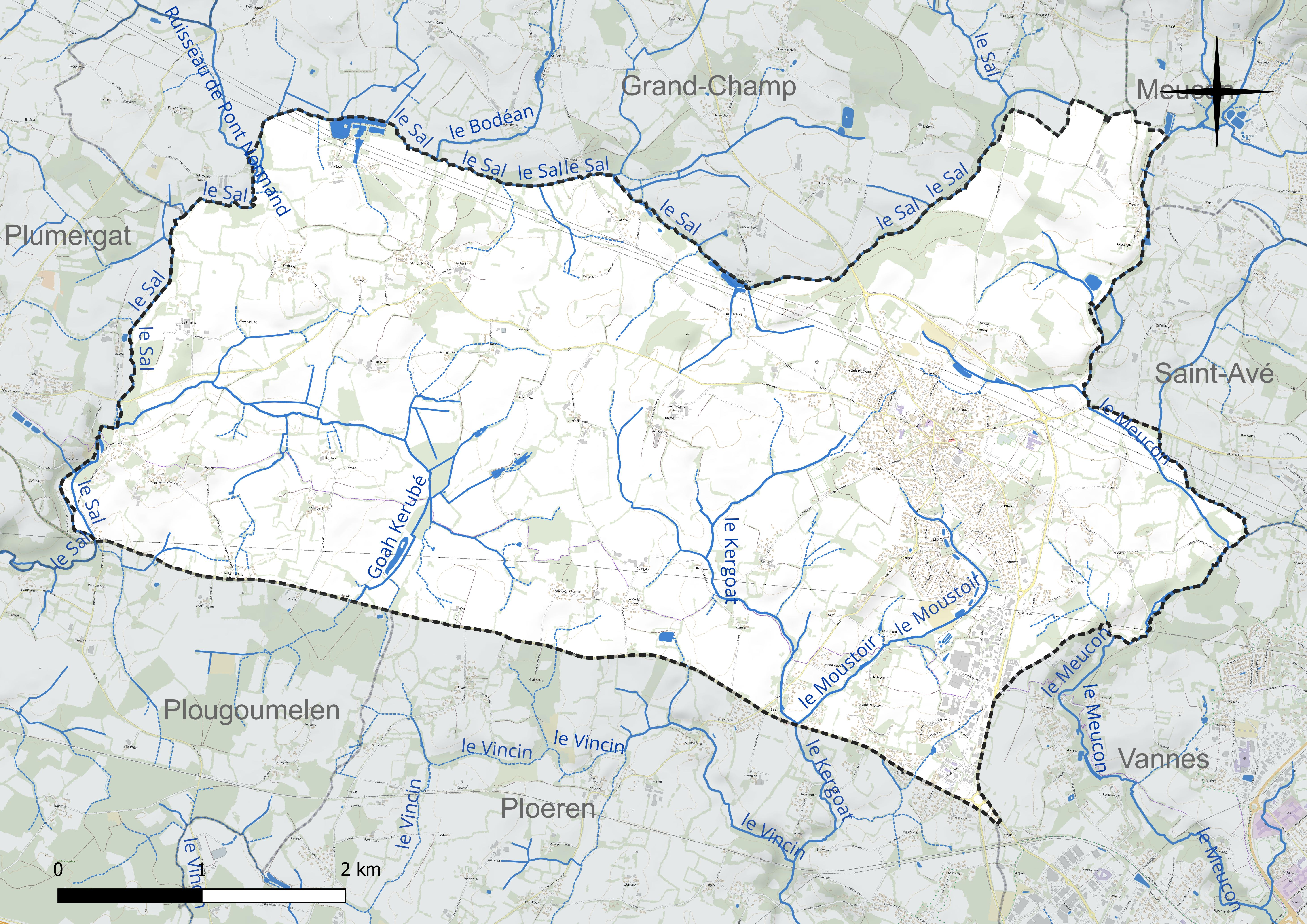
Réseau hydrographique de Plescop.

### Climat
Pour des articles plus généraux, voir Climat de la Bretagne et Climat du Morbihan.
En 2010, le climat de la commune est de type climat océanique franc, selon une étude du CNRS s'appuyant sur une série de données couvrant la période 1971-2000. En 2020, Météo-France publie une typologie des climats de la France métropolitaine dans laquelle la commune est exposée à un climat océanique et est dans la région climatique  Bretagne orientale et méridionale, Pays nantais, Vendée, caractérisée par une faible pluviométrie en été et une bonne insolation. Parallèlement l'observatoire de l'environnement en Bretagne publie en 2020 un zonage climatique de la région Bretagne, s'appuyant sur des données de Météo-France de 2009. La commune est, selon ce zonage, dans la zone « Intérieur », exposée à un climat médian, à dominante océanique.  
Pour la période 1971-2000, la température annuelle moyenne est de 11,8 °C, avec une amplitude thermique annuelle de 11,9 °C. Le cumul annuel moyen de précipitations est de 928 mm, avec 13,5 jours de précipitations en janvier et 7 jours en juillet. Pour la période 1991-2020, la température moyenne annuelle observée sur la station météorologique la plus proche, située sur la commune de Saint-Avé à 6 km à vol d'oiseau, est de 12,9 °C et le cumul annuel moyen de précipitations est de 1 034,4 mm,. Pour l'avenir, les paramètres climatiques de la commune estimés pour 2050 selon différents scénarios d'émission de gaz à effet de serre sont consultables sur un site dédié publié par Météo-France en novembre 2022.

## Urbanisme

### Typologie
Au 1er janvier 2024, Plescop est catégorisée ceinture urbaine, selon la nouvelle grille communale de densité à sept niveaux définie par l'Insee en 2022.
Elle appartient à l'unité urbaine de Vannes, une agglomération intra-départementale regroupant quatre  communes, dont elle est une commune de la banlieue,,. Par ailleurs la commune fait partie de l'aire d'attraction de Vannes, dont elle est une commune de la couronne,. Cette aire, qui regroupe 47 communes, est catégorisée dans les aires de 50 000 à moins de 200 000 habitants,.

### Occupation des sols

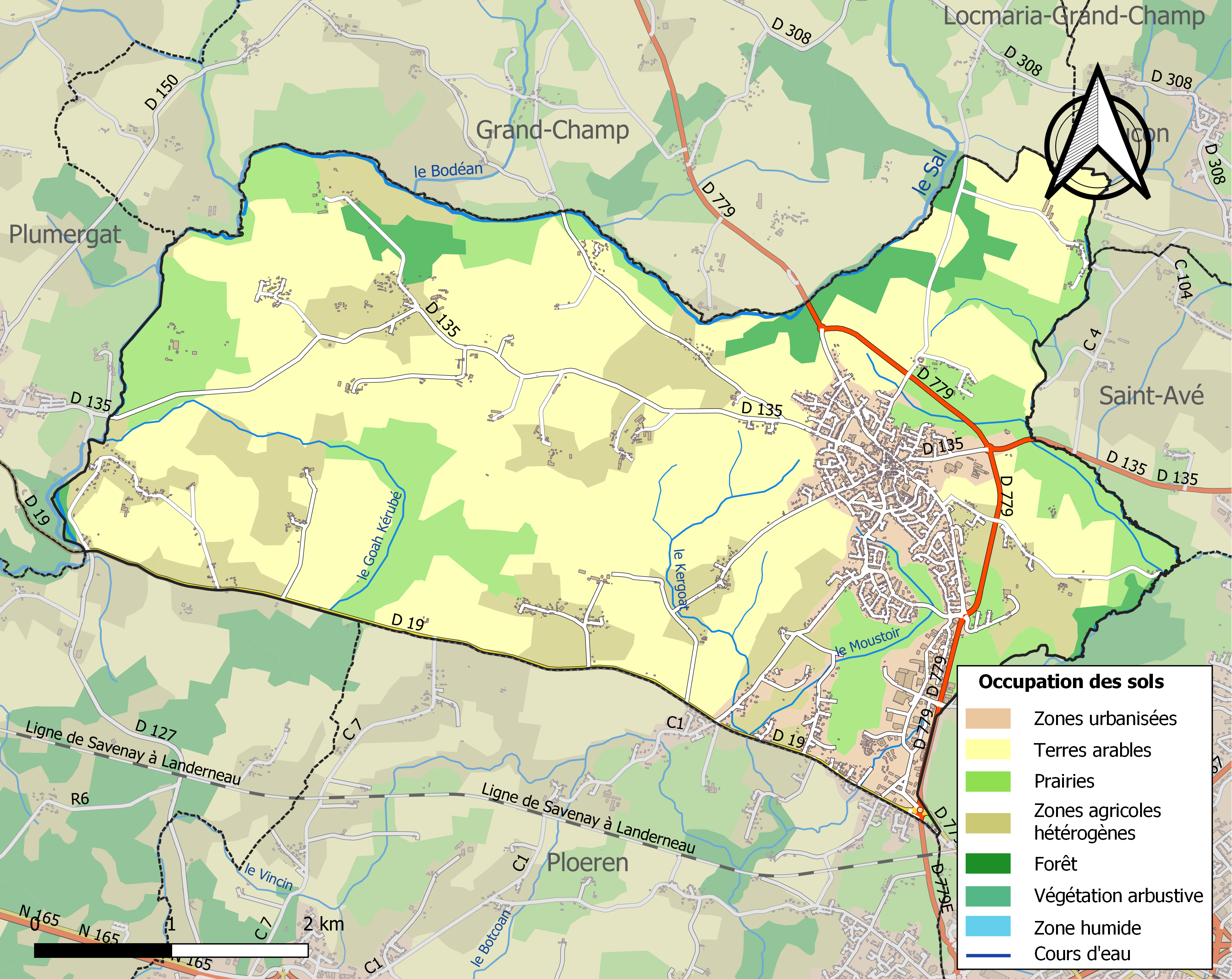
Carte des infrastructures et de l'occupation des sols de la commune en 2018 (CLC).

Le tableau ci-dessous présente l'occupation des sols de la commune en 2018, telle qu'elle ressort de la base de données européenne d’occupation biophysique des sols Corine Land Cover (CLC).
| Type d’occupation                                                                   | Pourcentage | Superficie (en hectares) |
| ----------------------------------------------------------------------------------- | ----------- | ------------------------ |
| Tissu urbain discontinu                                                             | 8,6 %       | 202                      |
| Zones industrielles ou commerciales et installations publiques                      | 2,3 %       | 55                       |
| Terres arables hors périmètres d'irrigation                                         | 49,7 %      | 1166                     |
| Prairies et autres surfaces toujours en herbe                                       | 17,8 %      | 417                      |
| Systèmes culturaux et parcellaires complexes                                        | 15,9 %      | 373                      |
| Surfaces essentiellement agricoles interrompues par des espaces naturels importants | 1,4 %       | 32                       |
| Forêts de feuillus                                                                  | 1,1 %       | 25                       |
| Forêts de conifères                                                                 | 2,6 %       | 60                       |
| Forêts mélangées                                                                    | 0,6 %       | 14                       |
| Source : Corine Land Cover                                                          |             |                          |

### Morphologie urbaine
Le bourg constitue la principale agglomération de la commune. Le reste de la population se disperse dans de nombreux petits hameaux. Le bourg s'est considérablement développé depuis les années 1970 en raison de l'extension de l'agglomération urbaine de Vannes. Une grande partie du bâti ancien du centre-bourg a disparu au profit de constructions plus récentes privilégiant l'utilisation du  béton.

## Histoire
L'évêque de Vannes y possédait une résidence à Kérango. Les évêques du diocèse de Vannes venaient habituellement y séjourner l'été.

### LeXIXesiècle
En décembre 1873 165 habitants des communes de Crédin, Plescop, La Gacilly et Missiriac  « supplient l'Assemblée nationale de proclamer Henri V, roi de France.
En 1887 une délégation des royalistes de Vannes, d'Arradon, de Plescop, de Sarzeau, de Theix, de l'Île-aux-Moines et de Saint-Avé se rendit à Jersey afin d'y rencontrer le comte de Paris qui y était en exil.

## Politique et administration

### Liste des maires

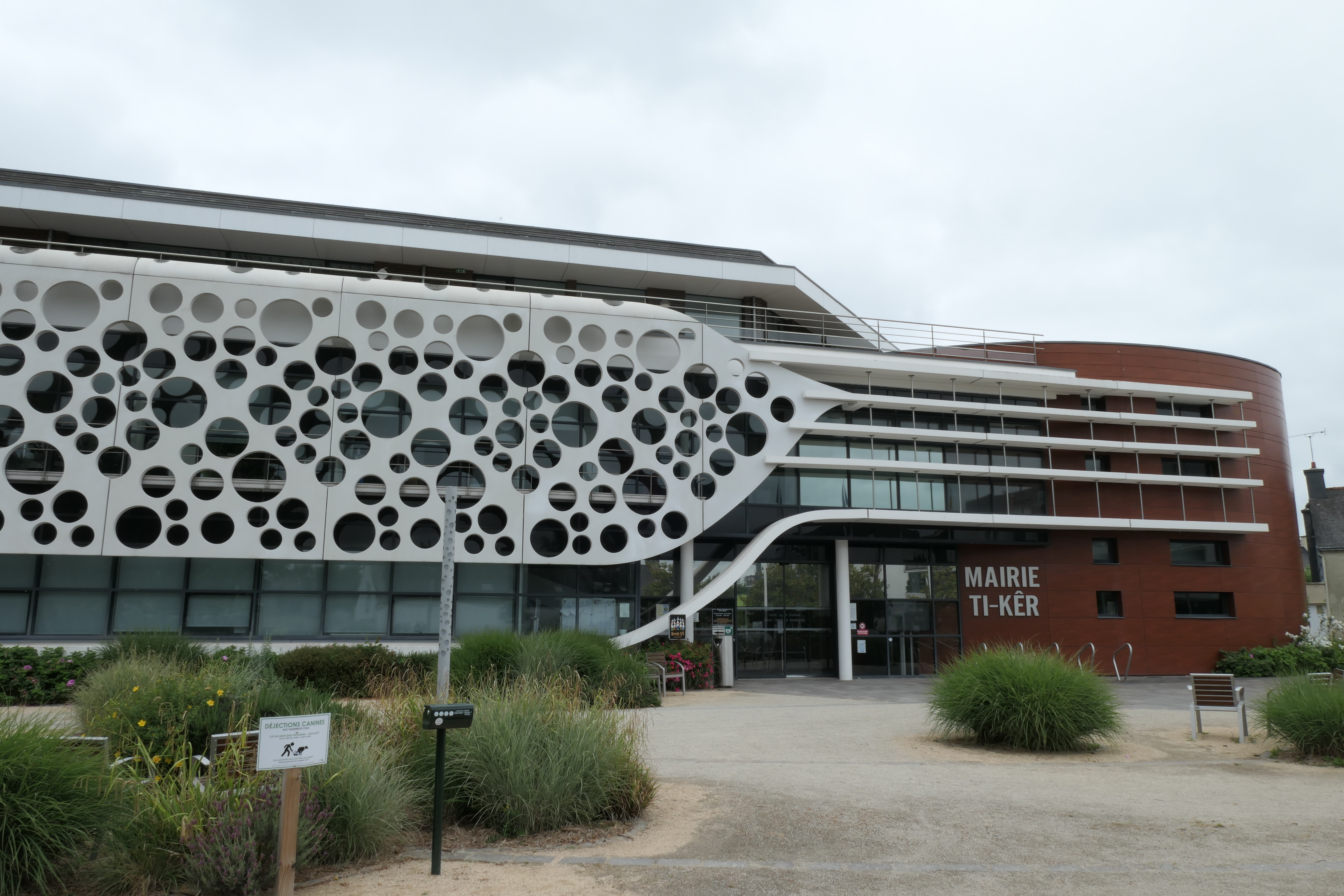
La nouvelle mairie, surnommée « La tranche de gruyère » par les habitants.

| Période                                  | Période                  | Identité                | Étiquette | Qualité                                         |
| ---------------------------------------- | ------------------------ | ----------------------- | --------- | ----------------------------------------------- |
| Les données manquantes sont à compléter. |                          |                         |           |                                                 |
| 1800                                     | 1808                     | Jean Boleis             |           |                                                 |
| 1808                                     | 1816                     | Jean Riguidel           |           |                                                 |
| 1817                                     | 1835                     | Joachim Chapelain       |           |                                                 |
| 1835                                     | 1848                     | Jean Guyodo             |           |                                                 |
| 1848                                     | 1850                     | Vincent Le Meitour      |           |                                                 |
| 1850                                     | 1871                     | Marc Madec              |           |                                                 |
| 1871                                     | 1908                     | Joachim Dano            |           |                                                 |
| 1908                                     | 1925                     | Jean-Mathurin Le Roy    |           |                                                 |
| 1925                                     | 1929                     | Joseph Laigo            |           |                                                 |
| 1929                                     | 1953                     | Jean-Mathurin Guillevic |           |                                                 |
| 1953                                     | mars 1959                | Henri Oliviero          |           |                                                 |
| mars 1959                                | janvier 1986 (démission) | Roger Le Studer         |           | Agriculteur, maire honoraire                    |
| 1986                                     | mars 1989                | Gérard Cadeau           |           |                                                 |
| mars 1989                                | mars 2004 (démission)    | Jean Lévêque            | PS        | Ancien directeur adjoint de la CPAM du Morbiban |
| mars 2004                                | mars 2014                | Nelly Fruchard          | UDB       | Professeur de lettres                           |
| mars 2014 Réélu en 2020                  | En cours                 | Loic Le Trionnaire      | DVG       | Cadre supérieur à la CPAM du Morbihan           |

## Démographie
L'évolution du nombre d'habitants est connue à travers les recensements de la population effectués dans la commune depuis 1793. Pour les communes de moins de 10 000 habitants, une enquête de recensement portant sur toute la population est réalisée tous les cinq ans, les populations de référence des années intermédiaires étant quant à elles estimées par interpolation ou extrapolation. Pour la commune, le premier recensement exhaustif entrant dans le cadre du nouveau dispositif a été réalisé en 2004.

En 2022, la commune comptait 6 200 habitants, en évolution de +8,62 % par rapport à 2016 (Morbihan : +3,82 %, France hors Mayotte : +2,11 %).
| 1793 | 1800  | 1806 | 1821  | 1831  | 1836 | 1841 | 1846  | 1851  |
| ---- | ----- | ---- | ----- | ----- | ---- | ---- | ----- | ----- |
| 849  | 1 220 | 802  | 1 005 | 1 005 | 920  | 933  | 1 013 | 1 042 |

| 1856 | 1861  | 1866  | 1872  | 1876  | 1881  | 1886  | 1891  | 1896  |
| ---- | ----- | ----- | ----- | ----- | ----- | ----- | ----- | ----- |
| 988  | 1 015 | 1 149 | 1 116 | 1 173 | 1 236 | 1 242 | 1 246 | 1 229 |

| 1901  | 1906  | 1911  | 1921  | 1926  | 1931 | 1936  | 1946  | 1954  |
| ----- | ----- | ----- | ----- | ----- | ---- | ----- | ----- | ----- |
| 1 137 | 1 147 | 1 100 | 1 064 | 1 050 | 948  | 1 007 | 1 046 | 1 030 |

| 1962  | 1968  | 1975  | 1982  | 1990  | 1999  | 2004  | 2006  | 2009  |
| ----- | ----- | ----- | ----- | ----- | ----- | ----- | ----- | ----- |
| 1 089 | 1 209 | 1 857 | 2 678 | 2 966 | 3 671 | 4 166 | 4 631 | 4 679 |

| 2014  | 2019  | 2022  | - | - | - | - | - | - |
| ----- | ----- | ----- | - | - | - | - | - | - |
| 5 647 | 6 145 | 6 200 | - | - | - | - | - | - |

## Culture et patrimoine

### Langue bretonne
- L’adhésion à la charte Ya d’ar brezhoneg a été votée par le conseil municipal le 28 janvier 2005.
- La commune a reçu le label de niveau 1 de la charte le 18 mai 2006 puis le label de niveau 2 le 25 janvier 2013.
- À la rentrée 2017, 61 élèves étaient scolarisés dans la filière bilingue catholique (soit 9,4 % des enfants de la commune inscrits dans le primaire)[30].

### Lieux et monuments
- l'église Saint-Pierre-aux-Liens ;
- la chapelle Notre-Dame de Lézurgan ;
- la chapelle Saint-Barthelemy ;
- la chapelle Saint-Hamon ;
- le château de Kerango date du XVIIe siècle, il est inscrit à l'inventaire général du patrimoine culturel[31] ;
- le manoir de Brambec d'en Haut date des XVIe et XVIIe siècles, il est inscrit à l'inventaire général du patrimoine culturel[32] ;
- le manoir du grand Moustoir date du XVIe siècle, il est inscrit à l'inventaire général du patrimoine culturel[33] ;
- le manoir de Saint-Lucas date du XVIIe siècle, les vestiges du manoir sont inscrits à l'inventaire général du patrimoine culturel[34] ;
- le manoir du Téno date du XVIIe siècle, les vestiges sont inscrits à l'inventaire général du patrimoine culturel[35].

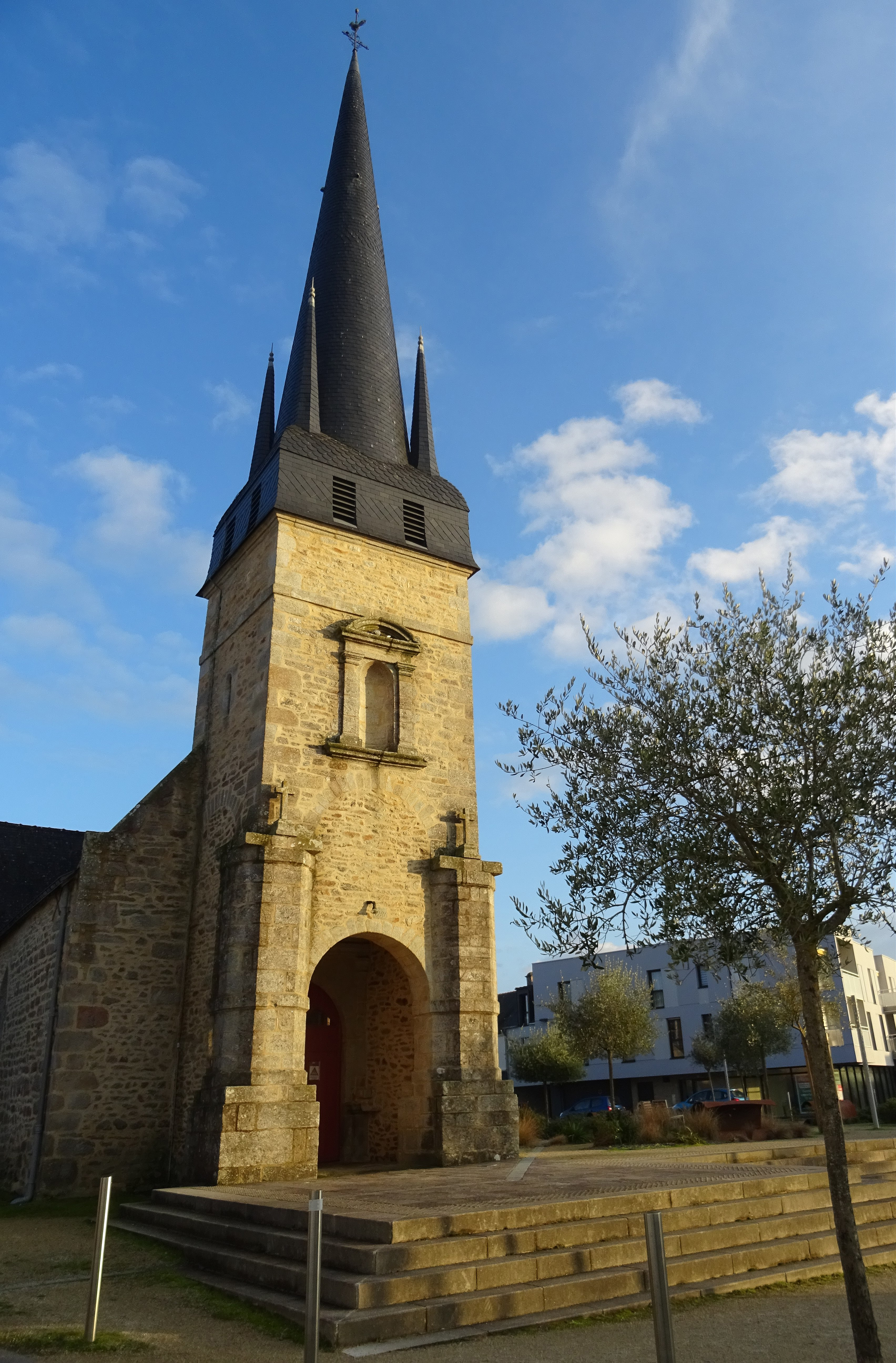
L'église Saint-Pierre-aux-Liens.
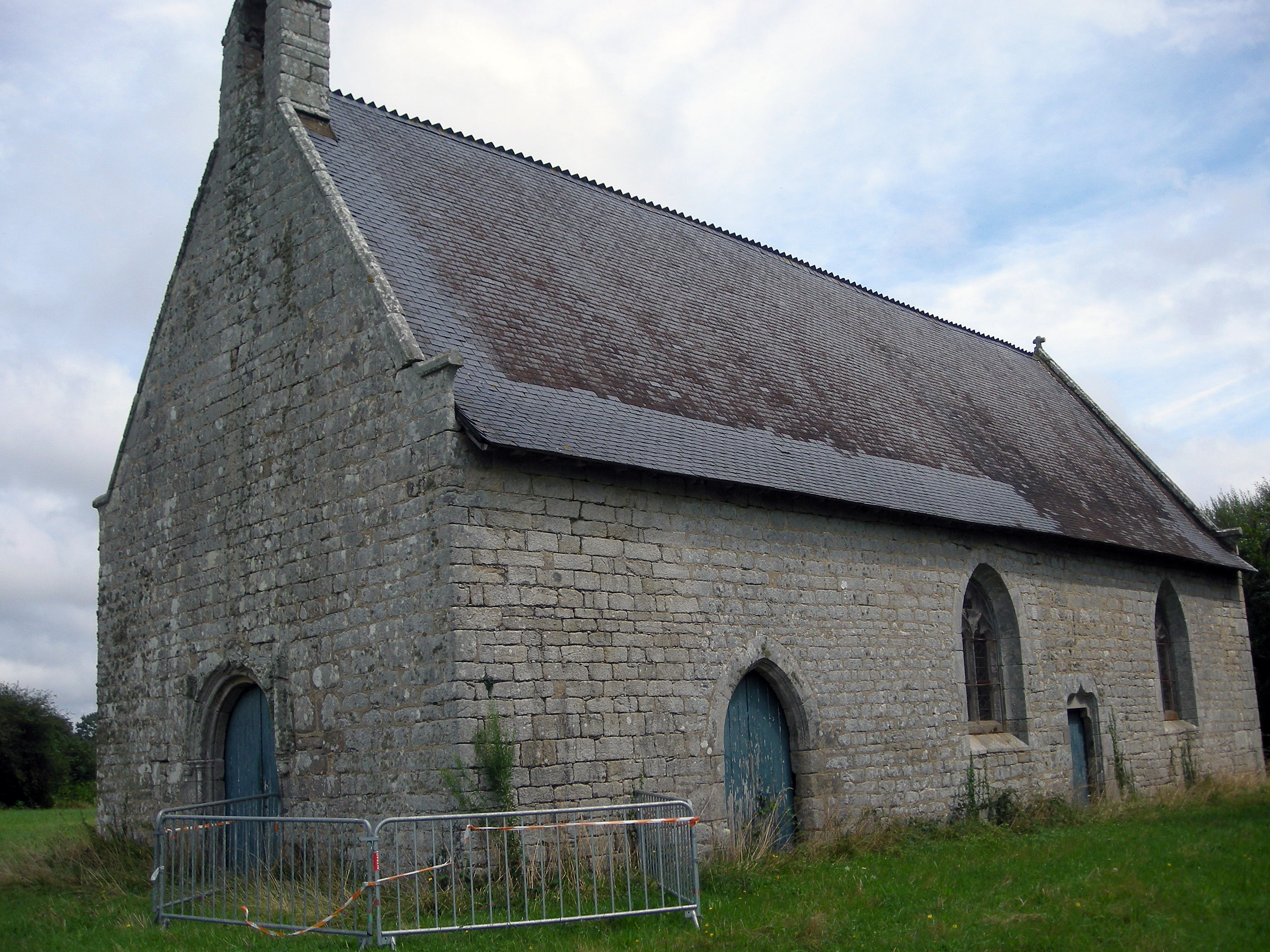
La chapelle Notre-Dame de Lézurgan.

### Héraldique
|  | Énoncé héraldique : Ecu d’argent à la fasce de gueules chargée de trois besants d’or, et accompagnée de six mouchetures d’hermine de sable. Le blason de Yves de Pontsal a été adopté lors du Conseil Municipal du 24 octobre 1986. |

## Personnalités liées à la commune
- Famille de Sérent
- Charles Le Quintrec (Plescop, mars 1926 - novembre 2008).
- Georginio Rutter, footballeur international né en 2002 à Plescop jouant en équipe de France des moins de 17 ans
- Jean-Yves Lafesse, humoriste et acteur français, est inhumé à Plescop.
- Mélanie Auffret, Réalisatrice et scénariste française, née à Plescop